# Kvarteret Ormen mindre

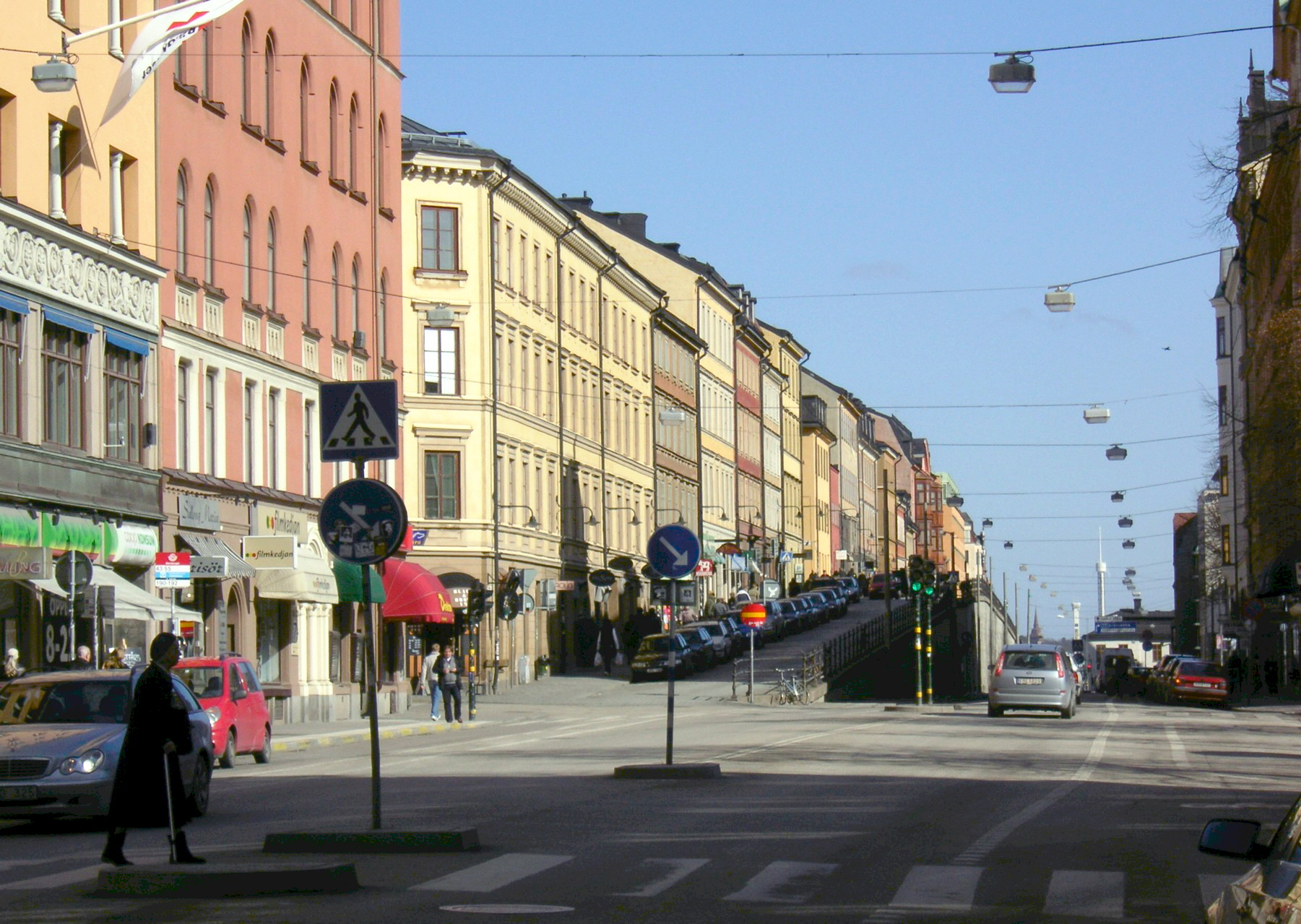
Hornsgatspuckeln mot öster med kvarteret Ormen mindre. Till vänster syns en del av Ormen större, mars 2008.

Kvarteret Ormen mindre ligger inom kulturreservatet Mariaberget östra på Södermalm i Stockholm. Kvarteret sträcker sig längs med Hornsgatspuckeln med dess historiska bebyggelse, huvudsakligen från 1700-talet. Under 1900-talets första hälft var husen rivningshotade och en förfallsperiod inleddes. På 1970-talet utfördes en varsam renovering. Idag representerar i princip samtliga byggnader i kvarteret stora byggnads- och arkitekturhistoriska värden. De har blivit ett omistligt inslag i den lokala stadsbilden vid Hornsgatans nordöstra del. Husen är blåklassade av Stadsmuseet i Stockholm, vilket innebär att de besitter "synnerligen höga kulturhistoriska värden" motsvarande fordringarna för byggnadsminnen.

## Kvarteret
Kvarteret Ormen mindre begränsas i söder av Hornsgatan (vid Hornsgatspuckeln), i väster av Blecktornsgränd, i norr av Brännkyrkagatan och i öster av Bellmansgatan. I väster ansluter kvarteret Ormen större. Ormen mindre består idag av tio fastigheter: 1, 2, 3, 9, 10, 12, 13, 14, 15 och 16 (kvartersindelningen följer inte husnumren). Det finns även ett kvarter Ormen i Katarina församling, beläget mellan Klevgränd och Peter Myndes backe.

## Bebyggelsen, allmänt

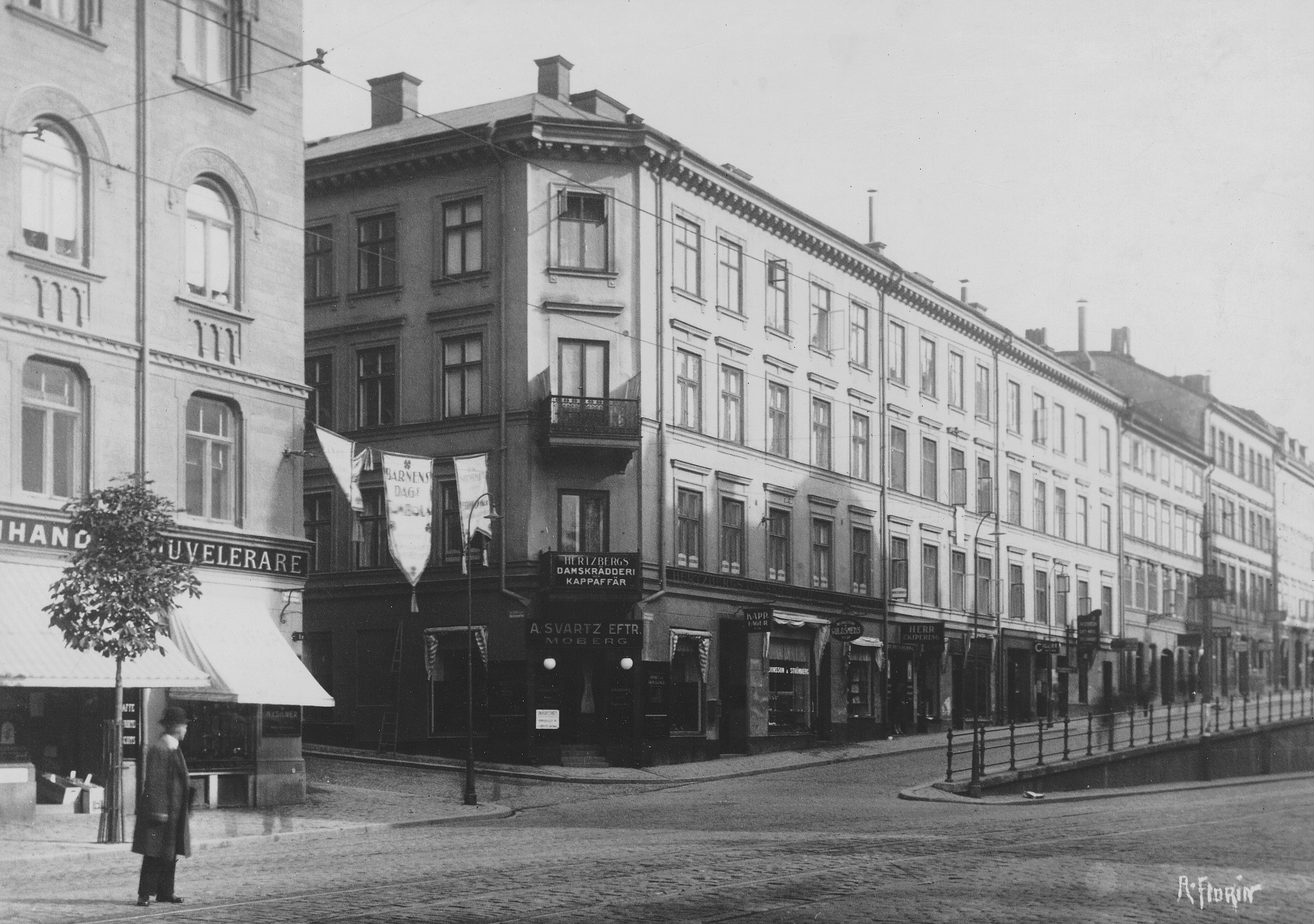
Hornsgatan 50 vid Hornsgatspuckeln omkring 1920.

De nuvarande husen i kvarteret Ormen mindre byggdes samtliga efter Mariabranden 1759 som förstörde omkring 300 gårdar i 20 kvarter i Maria kyrkas omgivningar. De nedbrunna husen var övervägande träbyggnader som ersattes efter branden av stenhus i enlighet med stadens byggnads- och brandstadga från 1736 och 1763. Byggherrar var ofta framgångsrika näringsidkare som både bodde och verkade i husen. Tidens kända murmästare fick uppdrag att både rita och uppföra husen, bland dem märks Johan Wilhelm Henric Elies (död 1789) som uppförde 32 nybyggnader i Stockholm.
På 1800-talets mitt blev husen på- och ombyggda och fick sitt nuvarande utseende motsvarande samtidens arkitekturmode. Vid sekelskiftet 1900 breddades och sänktes Hornsgatans södra sida vid Mariakyrkan. Det fanns även planer på att bredda och sänka gatans norra sida. Planerna ledde till osäkerhet bland fastighetsägarna som inte vågade att investera i sina hus och en förfallsperiod inleddes. På Mariaberget skulle den historiska bebyggelsen mellan Hornsgatan och Brännkyrkagatan rivas helt för att ge plats för ett tiotal stora bostadskomplex, som en stadsplaneutredning av Stockholms stadsbyggnadskontor av den 18 maj 1967 illustrerade (se Söder 67).
Fastigheterna inom Ormen mindre förvärvades successivt mellan 1927 och 1944 av Stockholms stad med avsikt att riva dem och längs Hornsgatan låta uppföra storskaliga bostadsblock kring öppna gårdar. Men planerna förhindrades och Hornsgatspuckeln med sin historiska bebyggelse fick vara kvar. Under 1970-talet genomfördes en varsam upprustning av husen. Pilotprojektet i denna bevarande- och restaureringsplan var kvarteret Lappskon större i norra delen av Mariaberget östra. Med undantag av fastigheten Ormen mindre 10 (Söderhöjdskyrkan) ägs och förvaltas samtliga byggnader i kvarteret av kommunägda AB Stadsholmen.

## Fastigheter i urval
Längs Hornsgatan i husnummerordning.

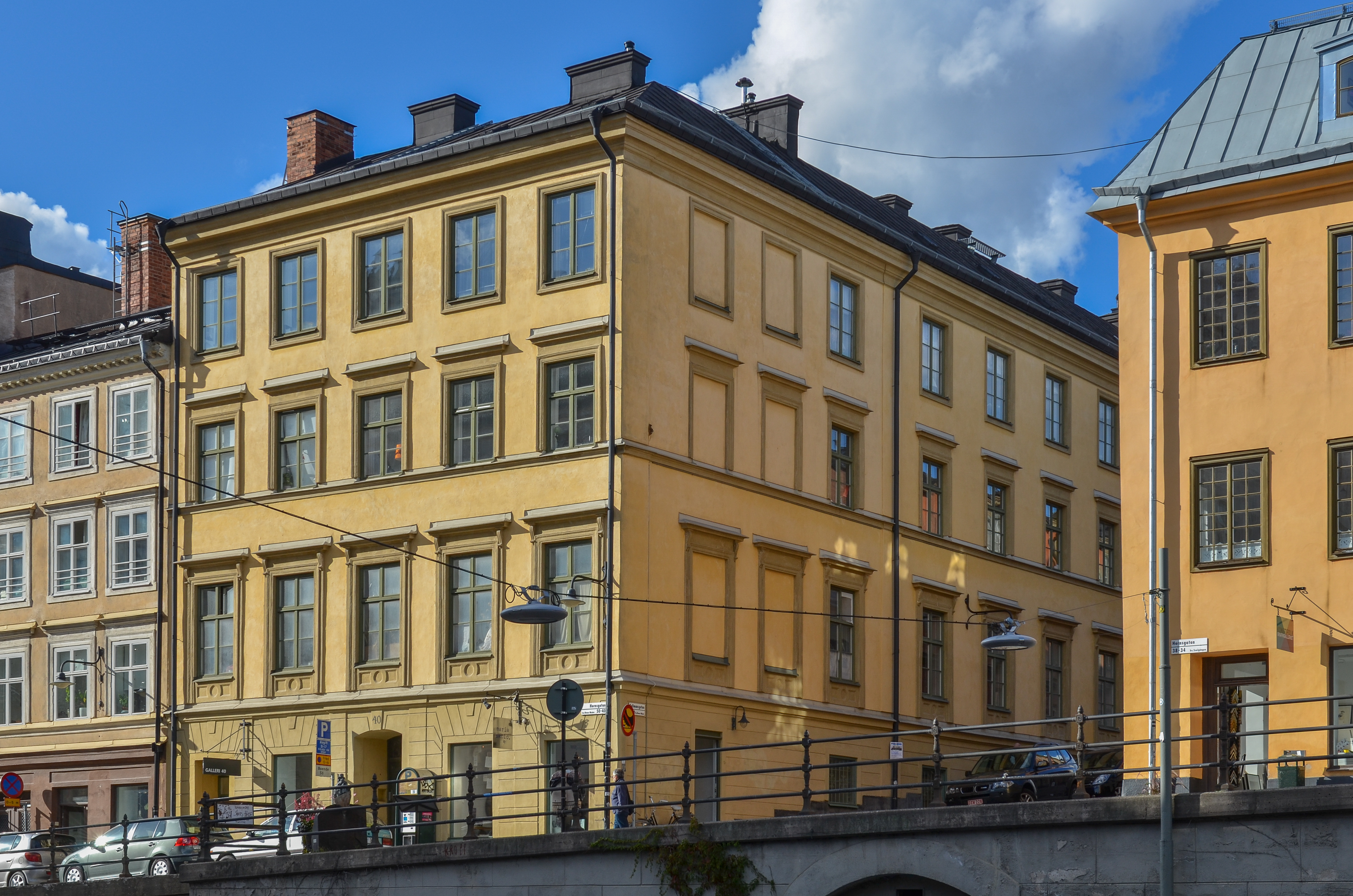
Hornsgatan 40

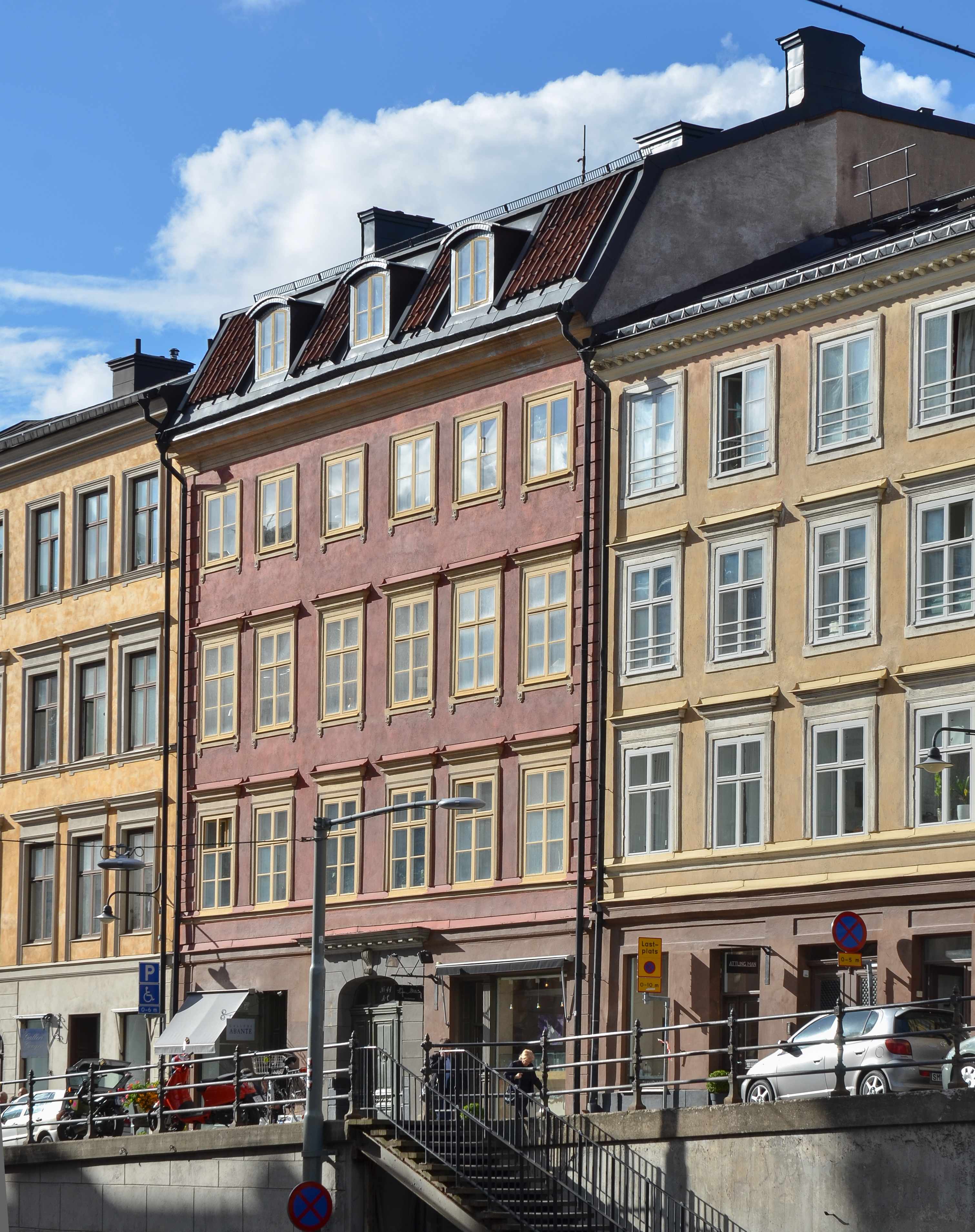
Hornsgatan 46, 44, 42

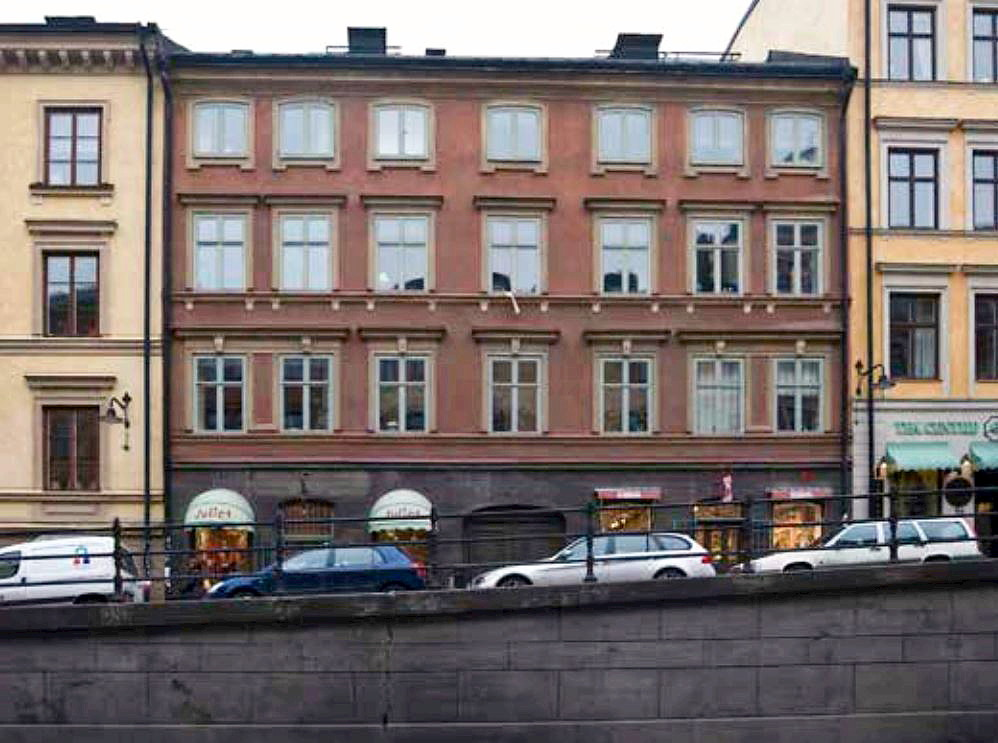
Hornsgatan 48

### Ormen mindre 1 (Hornsgatan 40 / Bellmansgatan 18)
Fastigheten består av flera hus som uppfördes under olika perioder. Det nuvarande huset vid Bellmansgatan 18 byggdes för hattmakaren Mårten Strehlitz, som direkt efter Mariabranden 1759 ansökte om bygglov för ett nytt stenhus i två våningar. Hörnhuset söder därom tillkom något senare med bankokamrer Anders Berg som ägare. På 1780-talet kompletterades anläggningen med stall och uthus på gården. År 1860 förvärvades fastigheten av läkaren Axel Gabriel Carlson. Han lät höja längan mot Hornsgatan med en våning och mot Bellmansgatan med två våningar. Fasaderna fick då sitt nuvarande utseende. Fastigheten förvärvades av Stockholms stad 1944 genom expropriation.

### Ormen mindre 2 (Hornsgatan 42)
Fastigheten Ormen mindre 2 förvärvades 1759 av handelsmannen Olof Falk som lät uppföra ett stenhus vilket byggdes om och höjdes med en våning på 1860-talet genom dåvarande ägaren destillatören C.W. Brandström. Då fick fasaden sitt nuvarande utseende som präglas av nyrenässansstil. Samtidigt skedde invändig modernisering med nya kakelugnar och snickerier. Sedan 1940 är ägaren Stockholms stad.

### Ormen mindre 3 (Hornsgatan 44)
Fastigheten har haft många välbärgade borgare som ägare, bland dem märks flera kryddhandlare, en grosshandlare och en överläkare. Tomten förvärvades 1759, kort tid före Mariabranden, av kryddhandlaren Petter Westbeck. De trähus som fanns då skulle Westbeck ersätta med ett större stenhus. Maribranden kom dock emellan och förstörde trähusbebyggelsen, möjligtvis hann Westbeck påbörja sitt stenhusbygge som klarade branden delvis. Westbeck lät sedan uppföra ett nytt stenhus, något mindre än vad han hade tänkt sig från början, med två våningar istället för tre. Gårdsbebyggelsen med bland annat en större köksbyggnad är från 1760-talet och går också tillbaka på Westbeck. 
På 1840-talet fick fasaden mot Hornsgatan sitt nuvarande utseende när kryddkramhandlaren Erik Carlsén lät höja huset med en våning och modernisera exteriören i tidens smak. På 1850-talet ägdes fastigheten av läkaren Axel Gabriel Carlson som 1860 köpte Ormen mindre 1 (se denna). 1940 blev Stockholms stad ägare.

### Ormen mindre 15 (Hornsgatan 46)
Huset på Hornsgatan 46 byggdes omkring 1760 för sidenfabrikören Joachim Wilhelm Helledaij. Han övertog då ett brandskadat stenhus som han lät riva och istället uppföra ett nytt stenhus i två våningar och en flygel inåt gården som förmodligen innehöll Helledaijs sidenväveri. Efter Helledaij övertogs fastigheten och verksamheten av sidenfabrikören Gabriel Lestrade. 1811 tog sidenväveriet slut och  häradshövdingar respektive grosshandlare ägde huset. År 1886 höjdes gathuset med en våning, då var ägaren en major Waldemar Fellenius. De stora butiksfönstren i bottenvåningen togs upp 1894. Stockholms stad blev 1940 ägare till Ormen mindre 15.

### Ormen mindre 13 (Hornsgatan 48 och Brännkyrkagatan 27)
Tomten för Ormen mindre 13 sträcker sig genom hela kvarteret. Mot Hornsgatan har det tre våningar och mot Brännkyrkagatan två. Det är ett av de få husen i kvarteret som har sin ursprungliga bygghöjd från 1760-talet. Byggherren var linnehandlaren Peter Justi. Nästa ägare var läderhandlaren Gottlieb Gürttler som lät uppföra huset mot Brännkyrkagatan. Här fanns några källarvalv som möjligtvis härrörde från ett stenhus som delvis klarade Maribranden. Kring 1880-talets mitt fick fasaden mot Horngatan sitt nuvarande utseende. 1905 förvärvades fastigheten av plåtslagarmästaren Anders Bång som även hade sin firma Bång & Lewerth i huset. Dödsboet efter Anders Bång sålde fastigheten 1939 till Stockholms stad, men plåtslagerifirman Bång & Lewerth fanns här fram till början av 1970-talet.

### Ormen mindre 9 (Hornsgatan 50 / Blecktornsgränd)

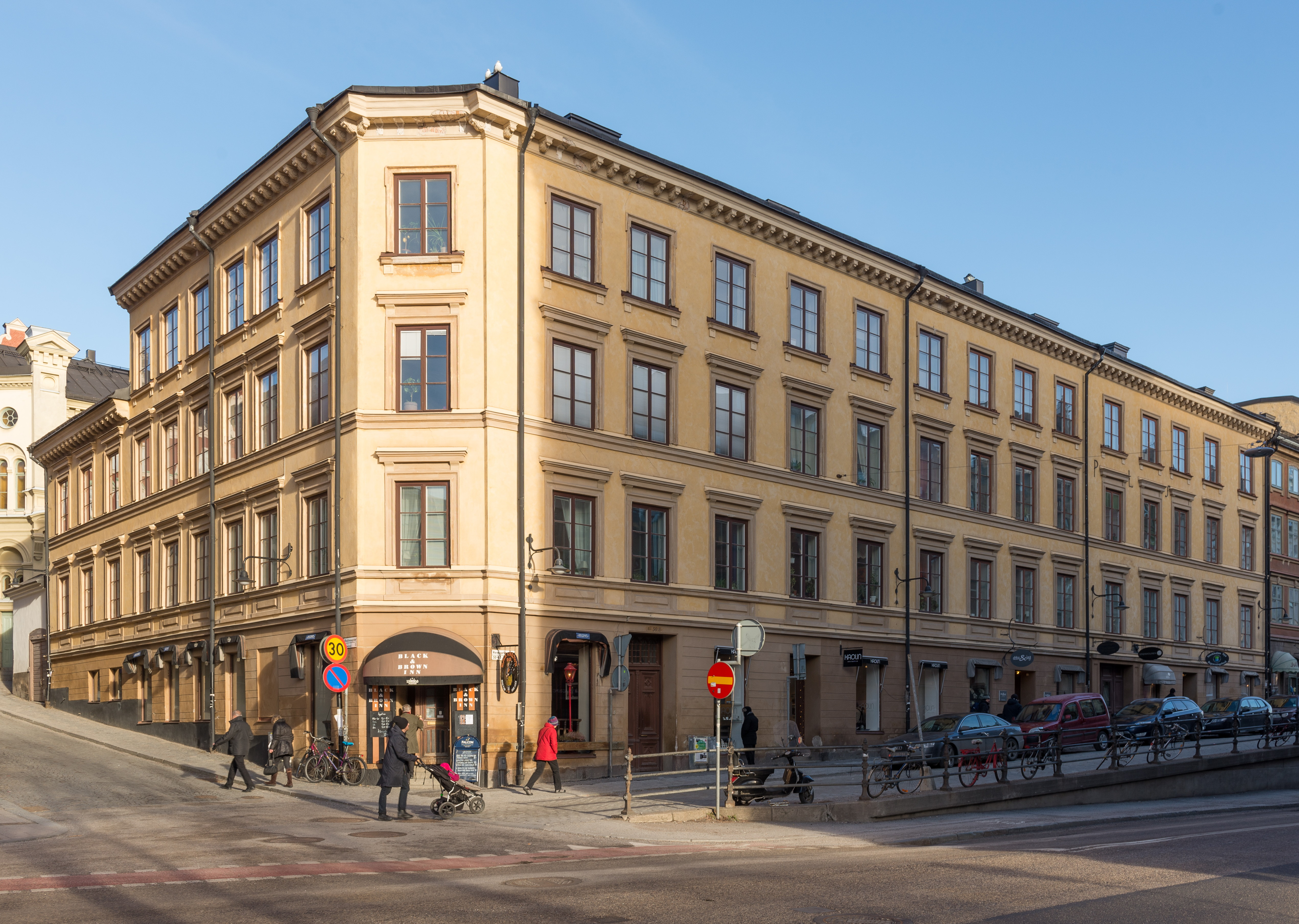
Hornsgatan 50

Fastigheten Ormen mindre 9 består av ett hörnhus mot gatan, ett före detta brygg- och mangelhus mot Blecktornsgränd, ett gårdshus och en uthuslänga. Före Mariabranden fanns här förutom några mindre bostadshus även träbyggnader som inrymde salubodar för detaljhandel, packbodar, stall, vedbodar och vagnshus. Den avbrända tomten köptes av bagarmästaren Johan Tillander som lät uppföra nuvarande hörnhus vid Hornsgatan med bostäder och salubodar samt en vinkelbyggnad mot Blecktornsgränd som innehöll Tillanders bageri. Han lät under åren uppföra ytterligare några ekonomibyggnader, bland dem ett numera försvunnet kvarnhus vid Blecktornsgränd. Tillander hade här sin bostad och sitt bageri fram till sin död 1803. 
Även de följande fastighetsägarna var bagare och ända in på 1850-talet bedrevs bageriverksamhet i fastigheten. År 1876 fick gathuset sitt nuvarande utseende med grosshandlaren Petter Larsson som beställare. Han bekostade även bygget av ett mindre bostadshus på gården som stod färdig 1878. Fram till 1910 låg Restaurang Linnéa i en stor del av gathusets bottenvåning, idag plats för Black & Brown Inn. Fastigheten förvärvades av Stockholms stad 1927. I byggnaden har stadens fastighetsägare, AB Stadsholmen, sitt huvudkontor.